# 乃林果树农场
乃林果树农场是中国内蒙古自治区赤峰市喀喇沁旗下辖的一个类似乡级单位。

## 行政区划
乃林果树农场共辖以下地区：
虚拟村。